# Contea di Putnam (Tennessee)
La contea di Putnam in inglese Putnam County è una contea dello Stato del Tennessee, negli Stati Uniti. La popolazione al censimento del 2000 era di 62 315 abitanti. Il capoluogo di contea è Cookeville.

## Contee confinanti
- Contea di Overton (nord-est)
- Contea di Fentress (nord-est)
- Contea di Cumberland (est)
- Contea di White (sud)
- Contea di DeKalb (sud-ovest)
- Contea di Smith (ovest)
- Contea di Jackson (nord-ovest)